# Bohumil Rudl
Bohumil Rudl (27. dubna 1877 Hořesedly – 29. ledna 1944 Praha) byl český průmyslový ředitel, keramik, sportovní funkcionář, fotbalista a průkopník tohoto sportu v českých zemích. Roku 1893 byl spoluzakladatelem fotbalového kroužku v rámci klubu AC Královské Vinohrady, ze kterého se posléze zformoval fotbalový klub AC Sparta Praha.

## Život
Narodil se v Hořesedlech u Rakovníka ve středních Čechách. Byl vyučen v oboru výroby šamotového materiálu, zpočátku byl zaměstnán v podniku L. P. Dietz ve Vokovicích u Prahy. Již v mládí se projevil jako všestranný atlet a sportovec. Roku 1893 přišel na bruslařskou exhibici pořádanou na Vltavě klubem Athletic Club Královské Vinohrady, jehož předsedou byl Maxmilián Švagrovský. Rudlovi se exhibice líbila a přivedl i své dva bratry, Václava a Rudolfa. Ti hráli především fotbal a brzy přivedli celý fotbalový kroužek, který v té době působil na Letenské pláni. Klub, záhy přejmenovaný na Sparta Praha, se stal jedním z nejznámějších pražských fotbalových klubů.
Ve 20. letech 20. století se vypracoval na pozici ředitele akciové společnosti Západočeských továren kaolinových. Rovněž byl členem správní rady První šatovské továrny na hliněné zboží, akc. spol. v Šatově, členem revizního výboru Živnostenské banky a funkcionářem dalších obchodních organizací. Zasedal také v Československém olympijském výboru.
Bohumil Rudl zemřel 29. ledna 1944 v Praze.